# Jacobsen Head
Jacobsen Head är en udde i Antarktis. Den ligger i Västantarktis. Inget land gör anspråk på området.
Terrängen inåt land är huvudsakligen kuperad, men den allra närmaste omgivningen är varierad. Trakten är obefolkad. Det finns inga samhällen i närheten.